# Araneus brisbanae
Araneus brisbanae este o specie de păianjeni din genul Araneus, familia Araneidae. A fost descrisă pentru prima dată de L. Koch, 1867. Conform Catalogue of Life specia Araneus brisbanae nu are subspecii cunoscute.